# تسیپورو

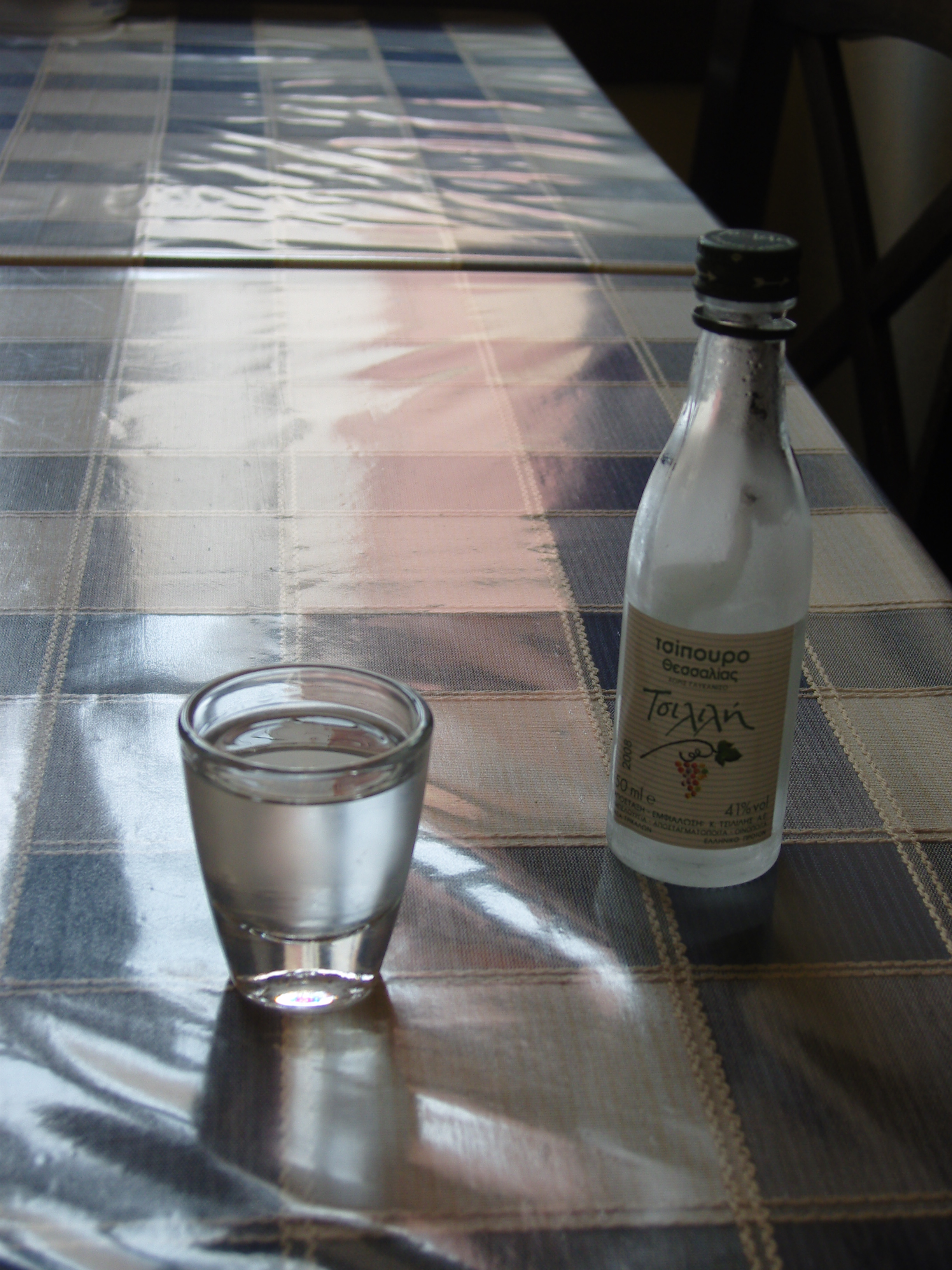
تسیپورو

تسیپورو (یونانی: τσίπουρο) یک کنیاک سنتی یونانی از منطقه مقدونیه است. تسیپورو دو بار (گاهی سه بار) از باقی مانده‌های فشرده شده (جیب، یونانی: ρακή) از انواع مختلف انگور سفید مانند رودیتیس، آتیری و آسیرتیکو تهیه می‌شود. بعد از اولین تقطیر گاهی انیسون طعم دار می‌شود. در جزیره مدیترانه کرت تسیپورو را بیشتر اوقات راکی می‌نامند. مناطق اطراف تیرناووس و تسالی به‌طور کلی یک مرکز تولید مهم این نوشیدنی است.
نوشیدنی ای که مانند راکی و تسیپورو تقطیر می‌شود، اما به جای آنیسون با ماستیک، یک صمغ درخت مخلوط شود را به عنوان ماستیکا می‌فروشند. به عنوان مثال در جزیره خیوس. اگر شراب حاصل ازین گونه انگورهای سفید در دسترس نباشد، به‌آسانی از انجیر تهیه می‌شود.